# Khalándrion
Khalándrion (Chalandri, Phlya) är en kommunhuvudort i Grekland.   Den ligger i prefekturen Nomarchía Athínas och regionen Attika, i den sydöstra delen av landet, 9 km nordost om huvudstaden Aten. Khalándrion ligger 195 meter över havet och antalet invånare är 74 192.
Terrängen runt Khalándrion är kuperad åt sydost, men åt nordväst är den platt.Runt Khalándrion är det tätbefolkat, med 257 invånare per kvadratkilometer. Närmaste större samhälle är Aten, 8,9 km sydväst om Khalándrion. 